# Said Bahaji
Said Bahaji, Saeed Bahaji (arabe : سعيد بحجي) ou encore Zuhayr al-Maghribi, est un ingénieur en électricité né le 15 juillet 1975 à Haselünne en Allemagne et mort en septembre 2013. Membre de la cellule de Hambourg, il aurait fourni argent et soutien matériel aux pirates de l'air des attentats du 11 septembre 2001.

## Biographie
Said Bahaji naît en Allemagne en 1975 d'un père marocain et d'une mère allemande. Sa famille déménage au Maroc lorsqu'il a neuf ans. Il s'établit à Hambourg en 1995, puis s'inscrit en génie électrique dans une université technique. Il fait partie de l'armée allemande pendant cinq mois, puis est démobilisé pour des raisons de santé. Il demeure dans une résidence étudiante en semaine et voit sa tante les weekends. Les deux sont passionnés d'informatique. Observant qu'il adhère de plus en plus à un islam radical au contact d'autres étudiants, elle met un terme aux visites du weekend.
En novembre 1998, il emménage dans un appartement en Allemagne avec Mohammed Atta et Ramzi Bin al-Shibh, deux membres d'Al-Qaïda. La cellule de Hambourg a été fondée dans cet appartement,.
À cause de sa formation, Said Bahaji devient l'expert d'Internet de la cellule.
En juin 2001, il aurait dit à sa tante qu'il doit compléter un stage en informatique au Pakistan. Soupçonnant des troubles, elle a alerté la police allemande, mais aucun policier n'intervient. En août 2001, Khalid Cheikh Mohammed lui dit que s'il veut se rendre en Afghanistan, il doit le faire d'ici quelques semaines. Bahaji quitte l'Allemagne le 4 septembre 2001, soit une semaine avant les attentats du 11 septembre 2001, et se rend à Karachi via Istanbul.
Lui et son associé Ramzi bin al-Shibh ont été accusés de plusieurs meurtres par les autorités allemandes. Bin al-Shibh est arrêté le 11 septembre 2002, mais Bahaji reste introuvable.
En octobre 2009, l'armée pakistanaise mène une opération contre des terroristes dans la région de Waziristan du Sud. Son passeport allemand a été découvert dans un village partisan des terroristes,.
En août 2017, Associated Press rapporte que le chef d'Al-Qaïda Ayman al-Zawahiri a annoncé la mort de Bahaji, sans toutefois indiquer la date exacte, ni le lieu.
Selon une liste publiée par le Conseil de sécurité des Nations unies sur les personnes et les organisations sous le coup de sanctions, Bahaji « serait décédé en septembre 2013 dans la zone frontalière entre l'Afghanistan et le Pakistan. »,

### Citations originales
1. ↑  (en) « reportedly deceased in September 2013 in the Afghanistan/Pakistan border area »